# Manuel Escandón Garmendia
Manuel Escandón Garmendia (* 15. Dezember 1807 in Orizaba, Veracruz; † 7. Juni 1862 in Mexiko-Stadt) war ein mexikanischer Unternehmer und einer der reichsten Männer im Mexiko des 19. Jahrhunderts, möglicherweise sogar der Reichste.

## Leben und Wirken

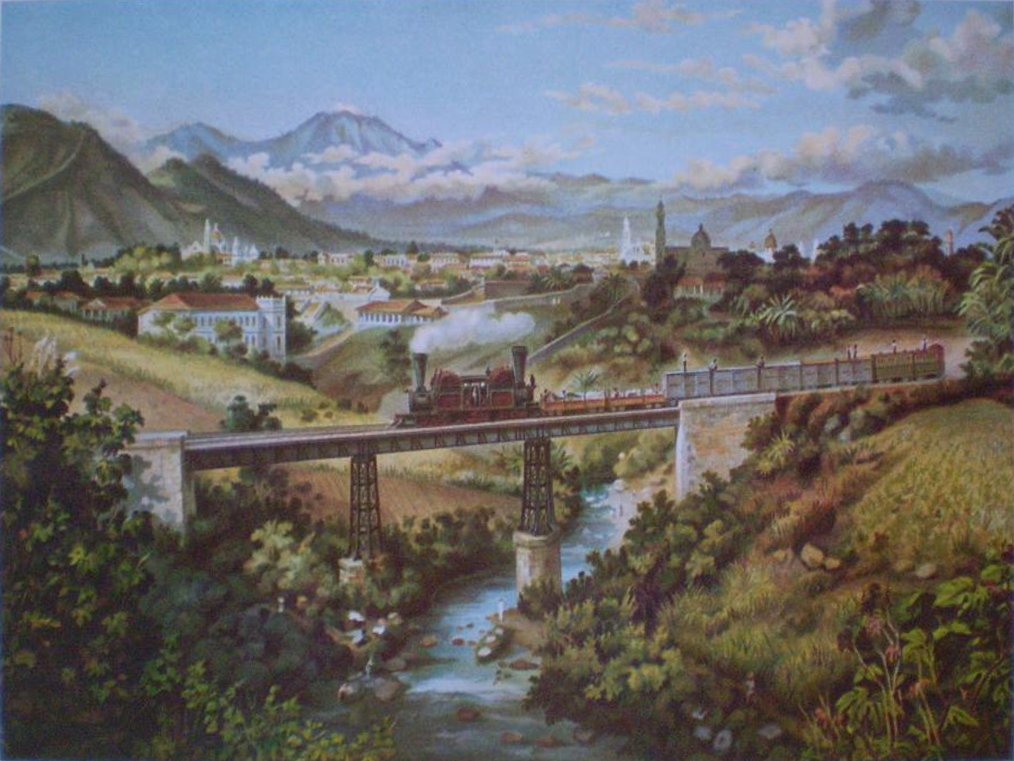
Eisenbahnbrücke bei Orizaba

Sein Vater war der 1770 aus Asturien nach Mexiko eingewanderte Kaufmann Pablo Escandón Cavandi, seine Mutter die aus einer wohlhabenden Familie aus Orizaba stammende Guadalupe Garmendia Mosquera, die ihr Vermögen mit dem Tabakgeschäft gemacht hatte. Sein jüngerer Bruder Antonio (1824–1877) war ebenfalls ein wohlhabender Unternehmer.
Beide Brüder profitierten vom Vermögen ihrer Vorfahren, das sie durch eigene Investitionen mehrten. So kontrollierte Manuel die einzige Postkutschenlinie, die zwischen Orizaba und Mexiko-Stadt verkehrte und 1856 erwarb er gemeinsam mit seinem jüngeren Bruder die Konzession für die zu errichtende Eisenbahnverbindung zwischen der damals wichtigsten mexikanischen Hafenstadt Veracruz und der Hauptstadt. Zwischenzeitlich hatten die beiden Brüder auch die bedeutende Textilfabrik Cocolapan erworben und sorgten dafür, dass der in Orizaba errichtete Bahnhof sich in unmittelbarer Nähe der von ihnen kontrollierten Fabrik befand.
Obwohl Escandón wirtschaftlich weiterhin mit seiner Heimatstadt Orizaba verbunden war, lebte er zu jener Zeit bereits im Zentrum von Mexiko-Stadt, wo er ein Herrenhaus an der zentral gelegenen Plaza de Guardiola erwarb, die sich in unmittelbarer Nähe des Palacio de Bellas Artes befindet. Als das von der Familie Escandón bewohnte Gebäude 1938 abgerissen und durch einen Neubau ersetzt wurde, veränderte sich das Aussehen der Plaza de Guardiola entscheidend.